# Parasyrisca potanini
Parasyrisca potanini är en spindelart som beskrevs av Schenkel 1963. Parasyrisca potanini ingår i släktet Parasyrisca och familjen plattbuksspindlar. Inga underarter finns listade i Catalogue of Life.